# الحزب الجيد
الحزب الجيِّد (بالتركية: İyi Parti)‏ ويعرف أحياناً باسم حزب الخير هو حزب ليبرالي وسطي قومي تركي أسسته ميرال أكشينار بعد انشقاقها من حزب الحركة القومية سنة 2017 ، قرر الحزب دخول الانتخابات العامة التركية لعام 2018. ويعد من أكثر الأحزاب الداعمة لدخول تركيا إلى الإتحاد الأوروبي.